# Marcel Zagoli Golié
Marcel Zagoli Golié, né en 1961 à Boguédia et mort le 12 juillet 2024, est un footballeur ivoirien qui joue comme gardien de but dans les années 1980. Au cours de sa carrière, il dispute 11 matchs avec l'équipe nationale de Côte d'Ivoire.

## Biographie
Marcel Zagoli Golié, naît en 1961 à Boguédia, une sous-préfecture du département d'Issia dans le centre-ouest de la Côte d'Ivoire, dans la région du Haut-Sassandra.

### Carrière
Il fait ses débuts dans l'équipe nationale de Côte d'Ivoire le 7 avril 1985, lors d'un match des tours préliminaires à la Coupe du monde de football 1986 contre le Ghana à Abidjan.
En 1986, il est appelé dans l'équipe nationale ivoirienne pour participer à la Coupe d'Afrique des Nations 1986 en Égypte. Il dispute cinq matchs, dont les matchs de groupe contre le Mozambique 3-0, l'Egypte 0-2 et le Sénégal 1-0, la demi-finale contre le Cameroun 0-1 et le match pour la 3e place contre le Maroc 3-2. Il restera dans les mémoires pour son arrêt du penalty de Jules Bocandé lors du match contre le Sénégal. Il termine 3e avec la Côte d'Ivoire lors de cette édition de la CAN de 1986.
En 1988, Marcel Zagoli est de nouveau appelé dans l'équipe nationale et prend part à la Coupe d'Afrique des Nations 1988 . Lors de cette compétition, il dispute un match de groupe contre l'Algérie qui se solde par nul 1-1. De 1985 à 1988, il a joué 11 matchs avec l'équipe nationale de Côte d'Ivoire.
Pendant sa carrière de footballeur, il joue pour les clubs du Bouaké FC et de l'Africa Sports. Il prend sa retraite à l'âge de 32 ans dans les années 1990.

## Retraite
Après sa retraite, il entraîne les gardiennes de but de l'équipe féminine de football de la Côte d'Ivoire, puis il se retire dans son village natal. En 2012, il est inscrit sur la liste des anciens joueurs en difficulté de la sélection ivoirienne. Ainsi, Il reçoit une indemnité mensuelle de 300 000 francs CFA l'équivalent de 500 Dollars. En 2015, il est décoré et élevé au rang de chevalier de l'ordre du mérite ivoirien.
Fortement éprouvé par la maladie, et retranché dans son village natal, il lance un SOS en juin 2024 sur les réseaux sociaux,. Il est évacué par ambulance à Abidjan où il meurt le 12 juillet 2024,,.

## Distinctions
- 2015 : Chevalier de l'ordre national ivoirien du mérite sportif[2].